# Pedro I de Bourbon
Pedro I de Bourbon (1311 - Poitiers; 19 de setembro de 1356), nobre francês, filho de Luís I de Bourbon e Maria de Avesnes.
Com a morte de seu pai em 1342 recebeu os títulos de Conde de Clermont, Conde de La Marche e foi nomeado segundo Duque de Borbón.
Sempre falou-se de sua débil saúde mental e que foi provavelmente hereditária. Pedro casou-se com Isabel de Valois, filha de Carlos de Valois, por tanto irmã do rei Filipe VI de França, e ambos tiveram sete filhas e um filho:
- Luís II de Bourbon (1337-1410)[2]
- Joana de Bourbon (1338-1378), esposa do rei Carlos V de França
- Branca de Bourbon (1339-1361), esposa do rei Pedro I de Castela
- Bona de Bourbon (1341-1402), esposa do duque Amadeu VI de Saboia
- Catalina (1342-1427), esposa do conde João VI de Harcourt
- Margarita (1344-1416), esposa de Arnaldo-Amanieu de Albret, conde de Dreux
- Isabel (1345)
- Maria (1347-1401), Prioresa de Poissy

Pedro morreu na Batalha de Poitiers de 19 de setembro de 1356, o condado de La Marche passou a seu irmão Jaime I de Bourbon e Clermont junto a Bourbon para seu filho Luís.